# Ngân Khánh
Lê Ngân Khánh, thường được biết đến với nghệ danh Ngân Khánh (sinh ngày 7 tháng 10 năm 1985), là một nữ ca sĩ, diễn viên kiêm người mẫu người Việt Nam.
Ngân Khánh đã có gần 20 năm hoạt động nghệ thuật chuyên nghiệp, những bộ phim nữ diễn viên tham gia gắn liền tới tuổi thơ của nhiều người. Suốt sự nghiệp đi diễn, Ngân Khánh đã nhận về được nhiều giải thưởng danh giá. Cùng với lối sống nói không với scandal, cô lại càng được yêu mến hơn. Vài năm trở lại đây, Ngân Khánh kín tiếng hẳn trong mọi hoạt động nghệ thuật. Dù vậy, cô vẫn được khán giả yêu mến và cô đã có một chỗ đứng nhất định trong showbiz Việt nói chung và trong lòng khán giả nói riêng.

## Tiểu sử
Ngân Khánh sinh tại thành phố Quy Nhơn, Bình Định. Cô vào Thành phố Hồ Chí Minh khi còn đang là học sinh cấp 2. Từ nhỏ đã có ước mơ trở thành diễn viên, nên từ khi cấp 2 đã nuôi dưỡng ước mơ của mình đăng ký học diễn xuất. Khi còn nhỏ, Ngân Khánh đã luôn nổi bật với khuôn mặt xinh đẹp và khả năng diễn xuất rất tự nhiên.
Thời trẻ khi còn chưa nổi tiếng, Ngân Khánh thường xuyên tham gia làm người mẫu ảnh và là một người mẫu quảng cáo.
Ngân Khánh kết hôn vào ngày 9 tháng 2 năm 2015 và đang có cuộc sống hạnh phúc bên chồng là Đỗ Thiếu Quân.

## Sự nghiệp
Ngân Khánh bắt đầu bước chân vào nghiệp diễn từ năm 2005 với vai Quỳnh Hương trong bộ phim Mầm sống của đạo diễn Phan Hoàng. Ngay lần đầu chạm ngõ điện ảnh, cô đã được thử sức với một vai diễn có số phận khá ngang trái mà khá nhiều diễn viên trong nghề mơ ước. Nhân vật Hương là một cô gái lờ mờ về gốc gác của mình nhưng cô mặc kệ. Điều duy nhất cô quan tâm là làm thế nào để có tiền. Rồi một người đàn ông có tuổi đến với cô, ông ta trả tiền nhưng gieo cho cô một món nợ.
Những bộ phim đầu tiên tuy chưa mang lại tiếng vang cho Ngân Khánh nhưng cũng là bước đệm để cô tự tin thể hiện mình trong cuộc thi tìm kiếm diễn viên "Ngôi sao ngày mai" năm 2006 và giành giải nhất. Với khán giả, cô sở hữu vẻ đẹp mong manh, thuần khiết, được cho là phù hợp với dạng vai nữ chính gặp nhiều đa đoan trong cuộc sống.
Năm 2007 là năm thành công rực rỡ của Ngân Khánh khi cô nhận được một vai phụ trong bộ phim khá ăn khách Gọi giấc mơ về. Cô vào vai Vy – một cô gái ác tâm, thủ đoạn, tìm mọi cách để đạt được những điều mình muốn. Bộ phim đã khẳng định được tên tuổi của cô diễn viên trẻ trong làng điện ảnh phía Nam. Ngoài ra cô còn được khán giả biết đến qua các bộ phim khác như: Nghề báo, Ghen, Tường vy cánh mỏng, Mây trắng ngang trời, Hạnh phúc có thật (Vũ điệu Bella), Khi yêu đừng quay đầu lại, Cô dâu đại chiến...
Bên cạnh đóng phim, Ngân Khánh cũng khá thành công với vai trò ca sĩ. Đầu năm 2009, cô chính thức gia nhập công ty giải trí của ca sĩ Thanh Thảo và trở thành ca sĩ độc quyền. Mặc dù bận đóng phim nhưng cô ca sĩ trẻ vẫn rất tích cực tham gia các chương trình ca nhạc lớn cùng với các ngôi sao hàng đầu của làng giải trí Việt. Tháng 12 năm 2009, Ngân Khánh cho ra mắt album "Chỉ yêu mình anh" với 10 ca khúc độc quyền.
Ngoài ra biết đến vai trò là một diễn viên, Ngân Khánh còn là một người mẫu ảnh và là một người mẫu quảng cáo. Với bề ngoài sáng sân khấu, ăn hình, gương mặt xinh đẹp, vóc dáng cân đối Ngân Khánh thường xuyên được mời làm người mẫu ảnh và người mẫu quảng cáo cho các tạp chí, nhãn hàng. Cô cũng thường xuyên được nhận lời mời đóng các MV của các ca sĩ nổi tiếng như: Đêm cuối bên nhau (Trương Đan Huy), Em có hiểu lòng anh (Lương Gia Huy), Bởi tin lời thề 2, Khi đời trắng tay… (Vân Quang Long), Lạc mất em (Đàm Vĩnh Hưng).
Cùng với sự nghiệp diễn xuất, cô nàng bắt đầu lấn sân sang nhiều lĩnh vực nghệ thuật khác. Tiêu biểu là ca hát, người mẫu và nhảy múa. Ngày 1 tháng 7 năm 2011, cô tham gia nhóm Amigo G do công ty Amigos của ông bầu Hoàng Vũ thành lập công cùng với Miko Lan Trinh và Phương Trinh Jolie nhưng vào 31 tháng 3 năm 2012 cô rời nhóm và Đàm Phương Linh thay thế rồi nhóm cũng tan rã ngay sau đó.
Cũng trong năm 2015, Ngân Khánh đã ghi điểm với vai diễn Lam trong phim điện ảnh Ma Dai (sau 4 ngày công chiếu phim đã thu hút 179.000 lượt xem và thu về 14 tỷ VND). Khi hoàn tất bộ phim, Ngân Khánh cũng tạm ngưng và quyết định đi du học tại Singapore chuyên ngành "sản xuất phim".
Tháng 10 năm 2018, Ngân Khánh bất ngờ tái xuất màn ảnh rộng với vai diễn tiểu thư Nhung trong phim Quý cô thừa kế.
Hiện tại cô đã hoàn thành khóa học ở Singapore (4/2020) và trở về Việt Nam tiếp tục hoạt động nghệ thuật. Dù hạn chế đóng phim hơn trước nhưng Ngân Khánh vẫn tham dự một số sự kiện nếu phù hợp về mặt hình ảnh và thời gian. Ngoài thời gian học tập và làm việc, Ngân Khánh thường đi du lịch nhiều nơi trên thế giới. Trang cá nhân của cô xuất hiện nhiều hình ảnh được chụp tại Mỹ, Australia, châu Âu... Tuy nhiên, khi nói về việc lấy được chồng giàu có, Ngân Khánh khẳng định cô không ỷ lại vào gia sản của chồng.

## Đời tư
Ngày 9/2/2015, đám cưới của Ngân Khánh và bạn trai Đỗ Thiếu Quân, một doanh nhân Hà Lan gốc Việt, được tổ chức tại một nhà hàng sang trọng tại Tp. Hồ Chí Minh. Sau khi thông tin Ngân Khánh sắp kết hôn, đã có nhiều người không khỏi tò mò về gia thế của vị hôn phu của Ngân Khánh. Được biết, chồng của Ngân Khánh cũng là một doanh nhân có tiếng trong lĩnh vực tài chính ngân hàng. Về gia thế của Đỗ Thiếu Quân thì không có nhiều người biết rõ, nhưng việc mà anh chàng này chi tiền mạnh tay chi tiền cho một đám cưới cầu kỳ như vậy thì nhiều người cũng phải công nhận sự hào phóng của anh và người dẫn cưới là MC Thanh Bạch và BLV Tuấn Anh.
Sau khi lấy chồng Ngân Khánh ít khi xuất hiện trên truyền hình và hầu như không tham gia nghệ thuật, giải trí. Cô dành thời gian chăm sóc cho gia đình và hoàn thành việc học tại Singapore. Trên trang cá nhân của nữ diễn viên khá kín tiếng, không chia sẻ về đời tư của gia đình cũng như gia thế của gia đình chồng mà chỉ đăng tải những hình ảnh về các chuyến du lịch hoặc khoảnh khắc vui vẻ trong cuộc sống thường ngày. Dù ít tham gia diễn xuất nhưng cô nàng vẫn thường tham gia các sự kiện. Ngoài thời gian học tập và làm việc, Ngân Khánh thường đi du lịch nhiều nơi trên thế giới. Trang cá nhận của cô xuất hiện nhiều hình ảnh chụp tại Mỹ, Australia, châu Âu...
Dù đã kết hôn 6 năm nhưng hiện tại Ngân Khánh vẫn chưa có con. Cô chia sẻ: “Đúng là có lúc vợ chồng tôi bị áp lực sinh con đấy. Tuy nhiên, giai đoạn căng thẳng đó đã qua vì chúng tôi hiểu được con cái là trời cho. Khi nào trời cho thì mình đón nhận“.

## Diễn xuất

### Truyền hình
| Năm  | Tựa phim                   | Vai diễn       | Đạo diễn             | Kênh    | Ghi chú |
| ---- | -------------------------- | -------------- | -------------------- | ------- | ------- |
| 2005 | Ảo ảnh                     | Hương          | Nguyễn Danh Dũng     | HTV7    |         |
| 2005 | Mầm sống                   | Quỳnh Hương    | Phan Hoàng           | HTV7    |         |
| 2006 | Nghề báo                   | Thơ            | Phi Tiến Sơn         | HTV9    |         |
| 2006 | Hoa gió                    | Ngọc           | Hồ Nhân              | HTV9    |         |
| 2007 | Ghen                       | Xuyến          | Đặng Lưu Việt Bảo    | HTV9    |         |
| 2007 | Gọi giấc mơ về             | Vy             | Xuân Cường           | HTV7    |         |
| 2008 | Tường vy cánh mỏng         | Tường Vy       | Trần Quang Đại       | HTV9    |         |
| 2008 | Thời thơ ấu                | Dãi            | Trần Quang Đại       | VTV3    |         |
| 2008 | Mây trắng ngang trời       | Tím / Bảo Ngọc | HTV7                 |         |         |
| 2008 | Toà án công lý             | Dương Kim      | HTV7                 | TodayTV |         |
| 2009 | Sóng tình                  | Hằng           | Xuân Cường           | HTV9    |         |
| 2009 | Hạnh phúc có thật          | Hà             | Xuân Cường           | HTV9    |         |
| 2010 | Tham vọng                  | Hà             | Xuân Cường           | HTV7    |         |
| 2012 | Cho yêu thương quay về     | Hoài Thư       | Nguyễn Anh Tuấn      | VTV9    |         |
| 2012 | Hạnh phúc có thật (phần 2) | Hà             | Xuân Cường           | HTV9    |         |
| 2012 | Bố đầu nhỏ và con đầu to   | Mẹ Tạp Dề      | Xuân Cường           | VTV3    |         |
| 2014 | Sao ánh hoàng hôn          | Nhã Trân       | Phan Tuấn Tú         | THVL1   |         |
| 2014 | Người phán xử              | Bà Hà          | Nguyễn Danh Tùng     | VTV3    |         |
| 2014 | Quyến rũ                   | Dung           | Nguyễn Danh Tùng     | HTV9    |         |
| 2018 | Mỹ nhân Sài Thành          | Thanh Trà      | Nguyễn Hữu Việt Khuê | VTV1    |         |

### Điện ảnh
| Năm  | Tựa phim                            | Vai diễn       | Đạo diễn              | Ghi chú         |
| ---- | ----------------------------------- | -------------- | --------------------- | --------------- |
| 2006 | Vũ điệu lâm thôn                    | Son Sony       | Trần Ngọc Phong       |                 |
| 2010 | Khi yêu đừng quay đầu lại           | Nguyên Xuân    | Nguyễn Võ Nghiêm Minh |                 |
| 2011 | Cô dâu đại chiến                    | Trang          | Victor Vũ             |                 |
| 2013 | Nhà có 5 nàng tiên                  | Tiên Nữ        | Trần Ngọc Giàu        |                 |
| 2013 | Epic - Trận hùng chiến xứ sở lá cây | Mary Katherine | Chris Wedge           | Lồng tiếng Việt |
| 2014 | Bước khẽ đến hạnh phúc              | Vivian Nguyễn  | Lưu Trọng Ninh        |                 |
| 2015 | Ma Dai                              | Ngọc Lam       | Nguyễn Hữu Việt Khuê  |                 |
| 2018 | Quý cô thừa kế                      | Khánh Nhung    | Hoàng Duy             |                 |

### Đóng MV
| Năm  | MV                       | Ca sĩ          |
| ---- | ------------------------ | -------------- |
| 2004 | Đêm cuối bên nhau        | Trương Đan Huy |
| 2005 | Em có hiểu lòng anh      | Lương Gia Huy  |
| 2006 | Bởi Tin Lời Thề 2        | Vân Quang Long |
| 2006 | Giá như tôi              | Vân Quang Long |
| 2006 | Anh sẽ là người đi theo  | Vân Quang Long |
| 2006 | Lá thư mực mồng tơi      | Vân Quang Long |
| 2006 | Tình yêu lặng lẽ         | Vân Quang Long |
| 2006 | Khi đời trắng tay        | Vân Quang Long |
| 2006 | Tình khi giàu khi nghèo  | Vân Quang Long |
| 2006 | Cuộc tình không trọn vẹn | Vân Quang Long |
| 2006 | Vì sao em là kẻ bạc tình | Vân Quang Long |
| 2007 | Lạc mất em               | Đàm Vĩnh Hưng  |
| 2013 | Anh nhớ em               | Tuấn Hưng      |

### Kịch nói
- Xin lỗi, em chỉ là ... - vai Hạ Âu

## Ca hát

### Các ca khúc
- Ngày nắng
- Người tạo giấc mơ
- Cô nàng tự tin
- Chỉ yêu mình anh
- Em phải làm sao
- Sexy Girl
- Ánh dương quay lại
- Anh đã quên em
- Nobody
- Kiss Kiss
- Nỗi nhớ còn đây
- Nụ hôn lừa dối
- Mộng đẹp
- Tuổi ngọc
- A Time For Us (Romeo và Juliet)
- Ngày hạnh phúc nhất của anh
- Tại vì sao
- Đợi yêu
- Hứa
- Thành phố gì kỳ (Cover)
- Buồn làm chi em ơi (Cover)

### Đĩa nhạc
- Chỉ yêu mình anh (2009)
- Ngày hạnh phúc nhất chủ anh (2010)
- Em phải làm sao (2013 - đĩa đơn)
- Người tạo giấc mơ (2015)
- Giữ lại gì đó cho minh (2020)

## Giải thưởng và đề cử
- Năm 2006: Giải nhất Ngôi Sao Ngày Mai.[11]
- Năm 2010: Đề cử hạng mục Nữ diễn viên được yêu thích nhất giải Mai Vàng.
- Năm 2010: Đề cử hạng mục Nữ ca sĩ được yêu thích nhất, Nữ ca sĩ triển vọng, Nữ ca sĩ phong cách giải thưởng Zing Music Awards.
- Năm 2010: Đoạt giải HTV Awards hạng mục Nữ diễn viên được yêu thích nhất.[12]
- Năm 2014: Quán quân Bước nhảy hoàn vũ.[13]
- Năm 2014: Ngân Khánh là quán quân World cup 2014 của đội tuyển Đức và HLV Huỳnh Anh Tuấn , HLV Nguyễn Khắc Cường , HLV Phạm Huỳnh Đông , HLV Nguyễn Tuấn Hưng , HLV Nhan Thanh Toàn và bạn đá bóng Kristian Yodarnov , Mesut Ozil , Mario Gotze
- Năm 2014: Đề cử hạng mục Nữ diễn viên được yêu thích nhất giải Ngôi Sao Xanh.
- Năm 2015: Đề cử hạng mục Nữ diễn viên được yêu thích nhất giải Ngôi Sao Xanh.
- Năm 2015: Đề cử hạng mục Nữ diễn viên được yêu thích nhất giải Mai Vàng.
- Năm 2015: Đề cử Đám cưới của năm của Ngoisao.net.
- Năm 2015: Đoạt giải HTV Awards hạng mục Nữ diễn viên được yêu thích nhất.
- Năm 2015: Đoạt giải Nữ diễn viên xuất sắc tại Liên hoan Phim truyền hình toàn quốc.